# 福島のり子
福島 のり子（ふくしま のりこ、1979年10月18日 - ）は、日本のプロスキーヤー。
長野県北安曇郡白馬村出身。長野県白馬高等学校を経て日本大学文理学部体育学科卒業。趣味は海釣り・サーフィン。血液型A型。

## 略歴
2005年12月24日、三星マナミ、松本悠佳と「girl's SKI team Massh」を結成。2010年バンクーバーオリンピック女子スキークロス代表に選出されたが22位に終わった。2013年8月、スキー競技を引退。

## 人物
モーグル選手の上村愛子は高校の同級生である。
高校･大学時代はアルペンスキー選手として活躍、2003年アジア冬季競技大会大回転では銅メダルを獲得した。2004年にスキークロスに転向、2005年フリースタイルスキー世界選手権では6位入賞。2008年にフランスのフライネで開催されたFISワールドカップでは3位となり、同シーズンの総合ランキングも自己最高の5位となった。2009年10月、スイス・サースフェー全日本合宿中にて転倒し頭部強打による脳しんとうと左背首付近骨折に見舞われ、バンクーバー五輪選考直前のワールドカップ開幕直前までリハビリ生活の末、競技に復帰。2011年に野沢温泉スノーボードスクールの丸山格と結婚。2013年3月、スウェーデンのオーレで開催されたFISワールドカップ予選で転倒（28位で敗退）、骨盤骨折しリハビリ生活を送っていたが、スキー競技を引退、スキークロス普及に努める。